# Webster Township (comté de Madison, Iowa)
Webster Township est un township du comté de Madison en Iowa, aux États-Unis,.

## Source de la traduction
- (es) Cet article est partiellement ou en totalité issu de l’article de Wikipédia en espagnol intitulé « Municipio de Webster (condado de Madison, Iowa) » (voir la liste des auteurs).